# Peter Ternovšek
Peter Ternovšek, slovenski dramski igralec, 10. april 1947.
Dolga leta je bil član igralskega ansambla Drame SNG Maribor. Je prejemnik nagrade Prešernovega sklada, leta 2006 pa je prejel Borštnikov prstan. Je oče igralca Aljoše Ternovška. Poleg gledaliških iger je zaigral tudi v več radijskih igrah, filmih in nadaljevankah.